# 出没!アド街ック天国
『出没!アド街ック天国』（しゅつぼつ アドまちックてんごく）は、テレビ東京とハウフルスの共同制作により、テレビ東京系列で1995年（平成7年）4月15日から毎週土曜日の21:00 - 21:54（JST）に放送されている情報バラエティ番組。
略称は「アド街（あどまち）｣で、2022年4月16日放送分からTVerでリアルタイム配信を実施している。

## 概要
毎回1つの「街」（エリア）を対象に、名所・建造物・店舗・名物・特徴・風土・自然・人物などを、番組側（かつては放送上「アド街ック高感度30人委員会」と表記）が独自に作成したランキングに沿って20位（2013年11月16日放送分までは30位）から1位まで順に紹介する。「観光客も多く訪れるような街から、意外な街まで、あらゆる街に出没する地域密着型情報バラエティー」と称しているが、実際には東京周辺の都市の特定エリアを取り上げることがほとんどで、とくに東京23区内の駅周辺が多い。ちなみに、2015年3月までの放送回で最も多く出没した街は浅草である。
放送開始から20年を超える長寿番組で、2020年10月改編時点でテレビ東京が放送している情報バラエティ番組では、『開運!なんでも鑑定団』（当番組より1年早く1994年4月から放送開始）に次いで長い。2005年に第22回ATP賞の長寿番組賞を受賞。後述する2015年3月7日放送分で放送回数が1000回に到達。
司会者に当たる「あなたの街の宣伝部長」（後に「宣伝本部長」）は、第1回から愛川欽也が担当。80歳だった2014年9月には、「情報テレビ番組の最高齢の現役司会者（Oldest factual TVshow presenter）」としてギネス世界記録に認定されたため、「奥秩父温泉郷」を取り上げた同月27日放送分のエンディングでギネス公式認定員によるサプライズ認定式が催された。しかし、放送1000回を記念した2015年3月7日放送の「2時間スペシャル」を最後に勇退（同年4月15日に逝去）。同年4月4日放送分からは、浅草出身の井ノ原快彦（当時はV6/20th Centuryのメンバー）が2代目の「宣伝部長」を務めている。
アシスタントに当たる「秘書」には、テレビ東京の女性アナウンサーを代々起用。2024年4月から呼称を「アシスタント（秘書）」から「MC（秘書）」に変更した。

## 出演者

### 現在

#### 司会（あなたの街の宣伝部長）
- 井ノ原快彦（20th Centuryのメンバー・俳優・ジャニーズアイランド→株式会社Annex代表取締役社長、2015年4月4日 - 、2018年5月19日からは「inostagram」→「今週のイノッチ部長」のリポーターも兼務）[6]
  - 2021年11月1日までは、20th Centuryの母体グループであったV6でも活動。V6が同日で解散することを踏まえて、当番組では解散2日前（10月30日）の放送で、V6にとってデビュー前から縁の深い「原宿」を取り上げた。
  - 井ノ原を含む「20th Century」のメンバー全員が1996年4月からパーソナリティを務めるJFN向けラジオ番組（2021年11月6日以降のタイトルは『S.I.N NEXT GENERATION』）が放送されている20都県のうち、栃木県（テレビ東京の放送対象地域）および、当番組の同時ネット局（岐阜放送）が所在する岐阜県では、県内のJFN加盟局（栃木県ではRADIO BERRY・岐阜県ではFM GIFU）を通じて当番組と完全に重複する時間帯（土曜日の21:00 - 21:55）で放送されている（いわゆる「裏かぶり」）。

#### MC（秘書）
- 中原みなみ（テレビ東京アナウンサー、2024年4月6日 - ）[7]
  - 番組の開始から30年の節目に、「麻布十番」の15分拡大スペシャルから出演。番組史上5人目の「秘書」に当たる。
  - 歴代の秘書は放送上「アシスタント（秘書）」として扱われていたが、中原の就任を機に「MC（秘書）」へ変更[5]。また、中原が着任したタイミングで、VTRの字幕などが変更されている。
  - 2024年8月17日放送回（「大阪　ユニバーサルシティ」）・同月24日放送回（「涼しい新宿地下街」）では、（理由は不明ながら）スタジオ収録に同席できなかったため、先輩アナウンサーの田中瞳が「秘書」を代行している。

#### レギュラーパネリスト
- 峰竜太（レギュラーパネリストでは唯一、1995年の初回放送分から出演。 2015年3月14日から3月28日までは「あなたの街の宣伝本部長 代理」として司会を代行）
- 薬丸裕英（「薬丸印の新名物」「薬丸印の新名曲」のプレゼンターも兼務、1996年10月 - ）

#### 「街に詳しい」コメンテーター
- 山田五郎（1998年4月 - 、オープニングの字幕では「街に詳しい 山田五郎」と紹介）
  - 原発不明がんを抗がん剤で治療していることを公表した2024年10月以降も、体調に応じてスタジオでの収録に参加。

#### ゲスト
その回で紹介する街と縁のある著名人（出身者や居住経験者など）が呼ばれることが多い。テレビ東京が制作する特別番組や、同局が制作に関与する映画の出演者が登場したり、「その街に憧れがある」「他の番組で取材した経験がある」「自分はその街に縁もゆかりもないが（漫才コンビやユニットなどの）相方がその街に縁がある」という程度の著名人を招いたりすることもある。
ただし、過去に放送した地域の総集編（～スペシャル）や広域でグルメなどに絞った放送をする場合には、「宣伝部長」と「秘書」だけで番組を進行する。

### 過去

#### 司会（あなたの街の宣伝部長／あなたの街の宣伝本部長）
- 愛川欽也（1995年4月15日 - 2015年3月7日）[8][注 3]

番組スタート当初は宣伝部長だったが、その後宣伝本部長に昇格した。2015年3月7日放送の放送1000回記念スペシャルが、最後の番組出演となった。その次の3月14日放送回では峰が代理を務め、須黒が「愛川さんはバカンス中」と説明したのみであった。3月28日放送回のエンディングにおいて愛川本人がVTRで登場し、正式な退任（卒業）を発表した。その後、4月15日に死去した。なお死去した4月15日は、奇しくも当番組が20年前（1995年）に放送を開始した日でもあった。死去後すぐの放送となった4月18日放送分では、番組クロージングに当番組での写真と、「前宣伝本部長 愛川欽也さん 4月15日永眠 心よりご冥福をお祈りいたします。20年間ありがとうございました」と書かれたお悔やみのテロップを添えて放送した。
- 峰竜太（2015年3月14日 - 2015年3月28日）

愛川が急遽降板して井ノ原が就任するまでの3週を、あなたの街の宣伝本部長 代理として司会代理を務めた。その後は再びレギュラーパネリストに戻っている。

#### MC（秘書）
いずれも、担当期間中はテレビ東京のアナウンサー。2024年3月までは、放送上「アシスタント（秘書）」と扱われていた。

- 八塩圭子（1995年4月 - 2003年3月）

2003年6月の退社を前に、当番組を卒業した。
- 大江麻理子（2003年4月 - 2013年3月30日）

2013年4月の人事異動でニューヨーク支局へ赴任することが決まったため、同年3月30日のレギュラー放送（横浜 中華街編）を最後に当番組を卒業した。テレビ東京本社への帰任後は報道局に籍を置いているが、『ワールドビジネスサテライト』などの報道番組でキャスターを務めていて、当番組にも折に触れてVTRコメントなどで登場。
- 須黒清華（2013年4月6日 - 2020年12月19日）

出演期間中に、司会が初代の愛川から第2代の井ノ原に交代。2020年8月の結婚を経て、第1子を懐妊していることを同年11月19日に公表したうえで、年内最後の収録分まで出演を続けた。出産を経て2022年3月から復職していたが、当番組に復帰しないまま2024年6月に退社。
- 片渕茜（2021年1月9日 - 2024年3月30日）[13][7]

須黒が「秘書」時代に体調不良で収録への参加を見合わせていた2020年9月19日（「習志野」）・26日（「箱根 大涌谷」）・10月3日放送分（「神田神保町」）に「秘書代行」として出演。「秘書代行」および、第4代「秘書」の担当初回の放送では、自己紹介を兼ねて得意のダンスをスタジオで披露した。
佐賀県佐賀市の出身で、「秘書」に就任してからは県内のエリアや人気スポット（祐徳稲荷神社など）を当番組で紹介することをスタッフへたびたび打診。2023年からは、井ノ原と2人だけで収録に臨む「総集編」でのフリートークの最中に、井ノ原から水を向けられる格好で県内の観光スポットや思い出話を佐賀弁で語ることも多かった。
佐賀県内の特定のエリアを「○○BEST20」で取り上げることは、県内唯一の民放テレビ局（サガテレビ）に当番組を放送した実績がないこともあって、「秘書」を退くまで実現しなかった。その一方で、2022年12月25日放送分の『「大浅草」2022 2時間スペシャル』では、「日本全国に所在する浅草寺のような人気パワースポット」の一例として祐徳稲荷神社をスタッフの取材映像付きで紹介している。
出演期間中には『開運!なんでも鑑定団』のスタジオアシスタントも兼務していたが、2024年4月1日付で、テレビ東京のアナウンス部から報道局へ異動。大江と同様に報道番組のキャスターへ専念することに伴って、異動の2日前（3月30日）に放送された15分拡大スペシャル（「渋谷 百軒店」）をもって当番組を卒業した。

#### レギュラーパネリスト
- 越川大介（1995年4月 - 1996年9月、薬丸と交代で降板）

番組の途中で「越川印のCM」（後述）を制作していた。

#### 「街に詳しい」コメンテーター
- 泉麻人（1995年4月 - 1998年3月）

降板後もゲストとして登場することがある。800回SP・1000回SPにもゲスト出演した。

### 変遷
| 期間                            | 司会       | 秘書       | レギュラー | レギュラー | コメンテーター |
| ------------------------------- | ---------- | ---------- | ---------- | ---------- | -------------- |
| 1995年04月15日 - 1996年09月28日 | 愛川欽也   | 八塩圭子   | 峰竜太     | 越川大介   | 泉麻人         |
| 1996年10月05日 - 1998年03月28日 | 愛川欽也   | 八塩圭子   | 峰竜太     | 薬丸裕英   | 泉麻人         |
| 1998年04月04日 - 2003年03月29日 | 愛川欽也   | 八塩圭子   | 峰竜太     | 薬丸裕英   | 山田五郎       |
| 2003年04月05日 - 2013年03月30日 | 愛川欽也   | 大江麻理子 | 峰竜太     | 薬丸裕英   | 山田五郎       |
| 2013年04月06日 - 2015年03月07日 | 愛川欽也   | 須黒清華   | 峰竜太     | 薬丸裕英   | 山田五郎       |
| 2015年03月14日 - 2015年03月28日 | 峰竜太     | 須黒清華   | -          | 薬丸裕英   | 山田五郎       |
| 2015年04月04日 - 2020年12月19日 | 井ノ原快彦 | 須黒清華   | 峰竜太     | 薬丸裕英   | 山田五郎       |
| 2021年01月09日 - 2024年03月30日 | 井ノ原快彦 | 片渕茜     | 峰竜太     | 薬丸裕英   | 山田五郎       |
| 2024年04月06日 -                | 井ノ原快彦 | 中原みなみ | 峰竜太     | 薬丸裕英   | 山田五郎       |

## 取材方法
基本的には一つの街につき1人のディレクターと2人のAD、計3人の班で取材を行う。
街の情報を収集するやり方はさまざまで、商店街の会長や街の顔役などに挨拶に行って話を聞いてから下見をスタートしたり、「アド街」とは言わずに青果店などで買い物ついでに話をしたり、客として美容室で髪を切ってもらいながら話を聞いたりなどして情報を集める。
インターネットや書籍などで事前取材もするが、メイン通りだけではなく地元の人しか通らないような細い路地裏に至るまで、くまなく歩いてリサーチを行う。
中には取材拒否のスポットもあるが、その場合は口説き落とすためにスタッフが何度も通っている。その成果もあり「アド街だけは出る」と言う店も多く存在する。
最低でも2週間は下見を行い、リサーチだけで1カ月かけることもある。また、ロケには11～12日をかけている。飲食店の料理を丁寧にかつ美味しそうに見えるような撮影をしていることから、どうしても時間がかかるためである。
8班体制を組むことで、一つの街に2か月ほどかける。放送開始時からこのやり方で1本分の番組を作り続けている。

## 主なコーナー
基本として1回の放送で1つのエリアを取り上げるため、コーナー名には当該エリアの地名を挿入。地方公共団体の一部エリアや、複数の地方公共団体にまたがるエリアを扱うことも多いため、オープニング映像では当該エリアを地図とナレーションで紹介している。
以下では、放送で取り上げるエリアの地名を、便宜上「○○」と表記する。ちなみに、コーナーで使用されるBGMは、番組開始以来ほとんど変わっていない。

### 現在のコーナー
○○BEST20
当番組のメインコーナー（詳細前述）。スタジオパートのオープニングでは、「あなたの街の宣伝（本）部長、○○です」「秘書の●●です」という自己紹介を皮切りに、収録回で取り上げる街や施設の印象について、レギュラーパネリストとゲストが自筆で記したフリップを掲げることが番組開始以来の恒例になっていた。
愛川が宣伝（本）部長として出演していた時期には、「（『お待ちどうさまでした』という意味の）お待っとさんでした!!」という口癖にちなんで、「お待っとさんでした!! 地域密着系都市型エンターテインメント『出没!アド街ック天国』 あなたの街の宣伝（本）部長、愛川欽也です」という口上でスタジオパートを始めていた。
須黒の秘書担当中からは、秘書の自己紹介を割愛する代わりに、収録回で取り上げる街や施設の印象を井ノ原が述べたうえで、上記のパターンに沿ってゲストを紹介。井ノ原は、「地域密着系都市型エンターテインメント『出没!アド街ック天国』 あなたの街の宣伝部長」という口上を愛川から引き継いでいた。
2020年に入ってからの放送では、宣伝部長としての自己紹介も割愛。レギュラーパネラーの峰・薬丸やゲストに対しても、フリップを用いずに、街の印象や思い出を口頭だけで披露させる趣向に変更した。ただし、「地域密着系都市型エンターテインメント」というキャッチフレーズは、オープニング映像のタイトルロゴに残されている。
スタジオパートからロケVTRへ移るタイミングで、宣伝部長/本部長（愛川 →　峰　→井ノ原）が右の掌、秘書（八塩　→　大江　→　須黒　→ 片渕　→ 中原）が左の掌を前方に上げながら、声を揃えて「出・没!」と言うことが特徴。井ノ原と須黒以降の秘書による「出没!」コールは、過去の宣伝（本）部長・秘書コンビと違って口調が早めで、「出」と「没」の間を空けていなかった。片渕の秘書在任中（2020年の途中）からは、スタジオパートを大幅に変更したことなどを受けて、放送上「出没!」コールを割愛。
放送初期は「○○ベスト10」であり、前半と後半に分けた上で、後述のさまざまなコーナーを放送し、終了時に「○○達人への基本」のナレーションが挿入された。スペシャルの際はベスト50や100などになる。通常のベスト30のときは、効果音が各順位のすべてにおいて栓抜で栓を抜くような音である（10ランク毎に音を変えている）が、30以上のランクがあるときは音がタンバリンを叩いた音などに変わる。ランキング紹介の途中でCMをはさむ場合には、CM明けの直後に紹介する順位の予告映像がCMへ切り替わる直前に、フットプリント（靴の足跡風の影）と急停止風の効果音を予告映像へ挿入するという演出を施している。

ランキングのオープニング映像には、「選定：アド街ック高感度30人委員会」というテロップが右下に表示される。この表示については、2014年から一時消滅していたが、後に復活。2008年1月19日放送の「通の神楽坂」の回では、神楽坂在住の峰も選定に参加したため、「選定：アド街ック高感度30+1人委員会」というクレジットがテロップに入れられた。
1位・11位・21位がオレンジ、2位・12位・22位が青という具合に10種類の色を規則的に使用していたが、2013年6月15日放送分の「茅場町」以降1位 - 10位が金色、11位 - 20位が銀色、21位 - 30位が銅色と3色のみでまとめられるようになった。
長きに渡ってベスト30であったが、2012年頃から地方の放送回でベスト20となりはじめ、2013年11月16日放送分の「秩父温泉」が最後のベスト30となり、以降の1時間レギュラー版ではベスト20で統一されている。ただし、放送枠を拡大したスペシャル版で、ベスト30を紹介することがある。 
2020年2月までは、前述した地図の映像の後に提供クレジットを挿入してから、ランキングの紹介を始めていた。以降に放送されるベスト20では、2021年3月まで、20 - 15位の紹介映像の合間に提供クレジットを挿入。ただし、挿入のタイミングが放送回によって違っていた。2021年4月以降は、15位の映像→番組スポンサーの30秒CM×2本→提供クレジット→スポンサーの30秒CM×2本→14位の映像の順に放送。
2014年以降のランキングでは、「食」（グルメや特産の飲食物）に関する施設や店舗でほぼ占められることや、街全体のイメージ、住民のライフスタイル、通勤・通学者の行動パターンなどを表す「概念」が1位に挙げられることがある（2017年1月14日放送分「豊洲」ランキングでの「豊洲ライフ」など）。2021年に入ってからは、「武蔵小山じゃない方の街」として9月11日放送分で西小山を取り上げたことを皮切りに、（地名の一部が同じなどの理由で）知名度が相対的に高い街と混同されやすい近隣の街に焦点を当てる「～じゃない街シリーズ」も順次放送。
2019年の途中からは、ゲストによるコメント映像を、ランキング映像の合間にワイプ方式で挿入する演出を導入。スタジオの収録には同席しないものの、取り上げる街と縁の深い著名人が街の魅力や思い出を語ったインタビュー映像を、ランキング映像のオープニングや途中に盛り込むこともある。
2020年3月放送分のエンディングでは、次回の予告映像に続いて、（放送時点で）取材中のエリア（6カ所程度）の地名を字幕で紹介する映像を放送。視聴者に向けて、該当エリアに関する情報の提供を呼び掛けていた。
中原を第5代の「秘書」に迎えた2024年4月6日放送回「麻布十番2024」からは、取材VTRやランキングの映像などに付けられる字幕をポップアート調に変更したほか、前述した効果音などを一新。また、向こう3回の放送で取り上げるエリア名を、放送の予定日と合わせてランキング発表の途中に紹介するようになった。
○○ストリート
メインストリートと両脇に並ぶ店を早回しで紹介する。小さな街の時は放送されない週もある。大型施設がある街の場合、その内部を同様の形式で紹介する場合がある。テーマにより車か徒歩で映像を流す。
2005年10月半ばまではよくこのコーナーを放送していたが、現在は過去放送した街の場合は紹介されず、不定期で放送されている。
○○物語
街の名前の云われや昔話のコーナー。主に初めて特集される回に登場する。2回目以降は放送しないか、角度を変えて取り上げる。
BGMは、往年の歌手松島詩子のヒット曲「マロニエの木蔭」のインストゥルメンタル。
2008年11月29日放送の「新宿西口」の回では新宿西口出身の玉袋筋太郎がゲストとして登場し、「玉袋筋太郎 新宿西口物語」として玉袋の幼少時代から少年時代までの様子が紹介された。
2010年6月5日放送の「鳥越」の回では、かつて鳥越にあったメッキ工場に荷物を届けていた大橋巨泉がゲストとして登場し、「大橋少年物語」として巨泉の幼少時代から芸能界入りまでの様子が紹介された。
2013年4月6日放送の「後楽園」の回では、須黒清華が3代目秘書として登場した回もあって、「須黒清華物語」を紹介された。

#### 「○○BEST20」からのスピンオフ企画
この街はアド街で出来るかな? ブレイク直前芸人が先行ロケハン!
当番組で本放送を済ませた映像から本編の動画を配信しているParaviでは、過去の「○○BEST20」で「出没」していない街を対象に、というスピンオフ動画シリーズの配信を2022年4月から開始。「ロケハン」（ロケハンティング）に成功した場合には、対象の街を番組スタッフが地上波の放送向けに改めて取材するほか、ロケハンを任された芸人がゲストとしてスタジオでの収録に参加できる。
動画1本分の配信時間は20 - 30分程度で、過去に登場した「ブレイク直前芸人」と、ロケハンを実施した街は以下の通り。地上波での放送と違って、リポーターを務める芸人が、取材した街のランキングも決めている。
第1弾：金の国「西谷」
第2弾：モグライダー「清瀬」（再取材を経て2022年7月30日に地上波で放送）
第3弾：ザ・マミィ「幸手」
○○百景
「『BEST20』だけでは○○（取り上げる街）の魅力を伝え切れない」という番組スタッフのジレンマから生まれた企画で、2023年4月29日放送の「埼玉　加須」から開始。街の名スポット・風景（放送上の呼称は「百景」）の映像を、1ヶ所につき1秒間流している。
開始の当初は「○○コレクション 'XX」と同じ要領で映像をランダムにつなぎ合わせていたが、放送が回を重ねるにつれて、早朝から夜間にかけて撮影された「百景」の映像を時系列に沿って編集。編集後の映像で左下に挿入しているコーナーロゴ（白色で「百」と記された文字を中に表示させた赤色の円）には、「編集上の時間の経過に合わせて、『百』の字をアナログ時計の短針さながらに回転させる」との趣向が盛り込まれるようになった。
中原が「秘書」へ就任した当初（2024年4月）の放送では、スタジオパートでの共演者へのクイズを兼ねて、本人が顔を見せない状態で写り込んでいる1ヶ所のロケ映像を「百景」に必ず挿入。取り上げるエリアによっては、井ノ原や峰が中原と別の場所で写り込んでいるロケ映像も、クイズと関係なく織り交ぜていた。
「百景」の映像を流し終えた後には、紹介した全ての映像をサムネイル風に組み合わせた静止画を表示。この静止画の中央部に、当該回のタイトル（初回は「埼玉　加須百景」）字幕を組み込んでいる。
「百景」の映像には、撮影した場所を説明する字幕やナレーションをあえて添えていない。その一方で、全ての映像を流し終えた後に、当日の出演者が感想を述べ合う構成になっている。このため、「百景」に関する情報については、「秘書」が共演者からの質問などに応じて補足している。

#### 休止中のコーナー・企画（2023年7月時点）
○○コレクション 'XX
その街を歩く女性（子連れの女性の場合もある）や大型商業施設の女性店員などが1人0.5秒（15フレーム、最後の60カット目は1秒、30フレーム）ずつ次々と登場し、60種類のファッションを紹介する。タイトルは「西暦 ○○コレクションと季節（季節の変わり目の時には「SUMMER & AUTUMN」などと表記）」。「60人」ではなく「60種類」なのは同一人物がいたからで、登場する女性は60人ちょうどではなく57 - 59人である。
BGMにはパティ・オースティンの『Kiss』という曲のワンコーラスが用いられるが、1990年代は頻繁に曲を変えて用いていた。『Kiss』は1996年に日本で発売された「JUKEBOX DREAMS」というアルバムに収録されていた楽曲であったが、このCDは入手困難とされていた（2020年に復刻）。長らく配信サービスでは展開されていなかったが、2024年12月4日に配信がスタート。番組で使用された尺と同じ35秒編も同時配信され、TikTok、Instagram、Facebook、YouTube shortsにて音源使用ができるようになった。
放送回によっては、特定のファッションビルやデパート店員だけの時や平均年齢が著しく高いとき、若い女性→お年寄りの女性がグラデーションのように登場するときもあり、その題材によっては60種類ではないとき（例えば30人とか。1人あたりの秒数が長くなる）も場合もある。
画面構成は、画面右側に地名などの名前が半透明で表示される。左側は基本的に空欄だが、女性店員のうちデパートやアパレルショップの店員などの場合は左下に店のロゴ、大学生だけの登場の場合は同じく左下に校名や校章（複数の大学の学生が登場の場合）、クラブ名（特定の大学の学生に絞って登場の場合。主に体育会系のクラブ）が表示される時もある。ただし、一般人と学生が混じって登場の場合、あるいは施設全体の女性（例えば案内係など）はこの限りではない時もある。
まれにタレントや著名人が1人混じっている場合もあり、過去には深田恭子や渡辺美奈代、八塩圭子アナ、小久保利恵（2006年度ミス日本グランプリ）、日本テレビの女子アナらが出ている。渡辺はたまたま取材先の店にいたところを、深田も取材先の七里ヶ浜でドラマ『Fighting Girl』（フジテレビ、2001年）の収録と鉢合わせしたらしく、ベスト30の中にも少しだけ登場していた。小久保は2007年2月10日放送の「厚木・七沢温泉郷」の回に登場し、コレクションの他、ベスト30にも登場した（16位「2006年度ミス日本グランプリ」）。深田以外はいずれも60番目での登場である（深田は58番目での登場）。
「通の神楽坂」の回では、60番目に峰の娘が、自宅の前で撮影されたものが放送され、峰が「うちの娘だ」と反応した。
岡部磨知（茨城県日立市出身の ヴァイオリニスト）は、スタジオゲストの1人として出演した「水戸」の回（2019年2月23日放送分）で「水戸コレクション」のVTRを流し終えた直後に、「仙川」の回（2003年2月8日放送分）で「仙川コレクション」に登場していたことを告白。桐朋学園大学の学生時代に取材を受けたもので、当時の取材映像も改めて放送された。
埼玉県秩父市出身の林家たい平をスタジオに迎えた「秩父温泉郷」の回（2019年11月16日放送分）では、60番目にたい平の実姉が実名で登場。たい平へのサプライズを兼ねた登場で、VTRの最後には、たい平に向けてメッセージを送っていた。
「新宿二丁目」を扱った回では、あくまで「新宿二丁目に遊びに来た女の子60人」ということになっていた。八塩も大江もコレクションに入る際はこの点を強調していたものの、「可愛いニューハーフやゲイを1人か2人混ぜているのでは?」という噂が根強かった。しかし、2007年12月8日の放送で「'07 二丁目に遊びに来た娘コレクションwinter（ゲイが2名います）」と公式にかわいいゲイを2人入れて発表した。
東京ディズニーリゾート関連施設を扱った回では、60番目をミニーマウスに固定させている。
基本としてベスト5の発表の前に放送されるが、以前はベスト10前などで発表されるなどあまり固定されず、週によってまちまちだった。また、ベスト30の上位のランクで大型商業施設などを取り上げると、ついでとばかりにそこで放送されることもある。逆に、スペシャル版では基本として放送されない。
2010年8月14日放送の「買い物に行きたい銀座」の回では、銀座で買った物を紹介する「銀座 買い物コレクション」が放送された（放送されたのは21品）。
井ノ原が「宣伝部長」として出演を始めた直後の放送では、VTRの最後に登場した女性がスタジオの井ノ原に対して（放送で紹介する街にちなんだ）誘い文句を伝えるなど、構成を若干変更。VTRの放送後には、井ノ原がその女性への返答や、VTRに登場した女性全般の印象を手短に述べていた。その後は映像を流すだけにとどめているが、最後に登場した女性のコメント入り映像で終えることもあった。
2020年の初頭から新型コロナウイルスへの感染が拡大している影響で、同年春から「○○BEST20」自体のロケを一時的に休止していた。「○○BEST20」の新規ロケを再開してからも、感染拡大防止策の一環で「○○コレクション」の撮影と放送を見合わせていたが、2021年12月4日放送の「代々木上原」の回から復活。復活前と同じく、ベスト5発表の直前に放送されている。復活後は紹介する人数を30人に限る一方で、タイトルロゴに「ファッションチェック」という字幕を加えていたが、2023年に入ってから再び休止。 同年4月29日以降は、放送枠を「○○百景」に充てている。
若手・中堅クラスの芸人やプロのクリエイター・ミュージシャンを志す若者が代々多く暮らしている「高円寺」（東京都杉並区）を取り上げる場合には、「ファッションチェック」に代わって、そのような人物の一部を男女を問わず紹介する企画に充てている。2018年10月20日放送分では「夢追い人コレクション」と称して、30名の「夢追い人」（クリエイターやミュージシャンなどを志しながら高円寺で生活・活動していた若者たち）を「夢」と共に紹介。2022年10月15日放送分では、「芸人さんたちの高円寺」というテーマで全編を構成していた関係で、「芸人コレクション」（収録の時点では世間での知名度が低いながらも高円寺の界隈で実際に居住していた20組の芸人を所属の事務所名と合わせて紹介する企画）を特別に流している。「芸人コレクション」については、同年7月16日（「千川・要町」の回）でも、高円寺と同様の地域事情から「SMA芸人コレクション」（「SMA」ことソニー・ミュージックアーティスツに所属する20組の芸人を紹介する企画）として放送。
番組の初回から25年近く続いた長寿コーナーであった。番組がスタートした1995年は『東京ストリートニュース！』（学習研究社）や『Style On the Street』（ぶんか社）といったストリートスナップ誌が創刊された時期でもあり、当該コーナーも各街でのファッションを見せるのが目的であった。また、街行く人を一気に60人映し出すというのも「街は人なり」という番組の哲学と調和する企画でもあった。
2020年4月4日の「アド街の25年SPECIAL」の回では過去25年分の渋谷コレクションを時系列で編集したVTRが放送され、渋谷のファッションの変遷が一目瞭然で分かるものになっていた。
街によってファッションが違うという面白さを見るものであったが、ある時期から「なぜ毎回、若い女性ばかりを取り上げるのか？」というようなコーナーの意図を理解しない声が一部から上がっていた。番組の企画・監修を務める菅原正豊によると、女性だけだとダメだ、男性やカップルを入れてくれという意見があり、「だったらやめちゃえ」ということでコーナーは終焉した。
気にスポ
「亀有」を取り上げた2015年9月5日放送分から始まったコーナーで、タイトルは「気になるスポット」の略称。ベスト20に入れたスポット以外で、「営業中にもかかわらず人の気配が見られない」「初めて訪れる人が入りにくそうな雰囲気を醸し出している」「外観からではいつ営業しているのか分からない」などの理由から、取材スタッフが特に気になったスポットを1ヶ所紹介する。
　BGMは、『ウルトラQ』、『ウルトラゾーン』 などで使用されるオープニングテーマを使用。ロケVTRを流す前には、「○○BEST20」中の「出・没!」コールと同じ要領で、井ノ原と「秘書」（須黒→片渕）が声を揃えて「気にスポ」と言っている。
後述する井ノ原の突撃取材企画が始まった2018年5月頃から事実上中断していたが、その企画を組み込まなかった2019年9月14日放送分の「相模原　橋本」で復活。復活後は井ノ原の取材企画を上回る頻度で放送されていたが、「○○コレクション」と同様の事情から、2020年春以降は再び休止していた。
2021年内の最終回に当たる「大浅草」（12月25日に2時間枠で編成）で放送を再開したものの、2022年の途中からは放送が途絶えている。
inostagram（イノスタグラム）→　今週のイノッチ部長
井ノ原による突撃取材企画で、「二子玉川」を取り上げた2018年5月19日放送分から開始。放送上は「○○BEST20」の一部に組み込まれていて、当初のタイトルである「inostagram」には、井ノ原の苗字とinstagramを重ねている。また、同年の途中までは、視聴者向けの三者択一式プレゼントクイズ（後述）と連動していた。ただし、過去に放送した地域の総集編（～スペシャル）を放送する場合には、突撃取材企画もクイズも実施しない。
スタッフだけで収録する「○○BEST20」向けの取材先から、少なくとも1ヶ所を井ノ原が突然訪問。取材相手の人物から直々に話を聞いたり、取材先の飲食店で提供される飲食物を試食したりしてから、取材先の人々と集合写真の撮影に臨む。撮影された写真は、instagram風のフレーム処理を施したうえで、コーナーの途中か最後に紹介する。なお、撮影された写真に付けられているタグには、ハッシュタグの「#」ではなく、井ノ原の「井」が付けられている。
井ノ原が放送上、「抜き打ち」での訪問であることを強調しながら、宣伝部長らしく馴れ馴れしい口調でスタッフに接することが特徴。井ノ原自身は、初回の取材で二子玉川の中華料理店を訪れた際に、「（当番組の開始前から担当してきたNHK総合テレビ『あさイチ』の司会を2018年3月29日放送分で卒業したことによって）午前中に時間が空いたので、『宣伝部長』として、スタッフの仕事振りを抜き打ちでのぞいてみたくなった」と述べている。
2019年1月12日放送分（「那須塩原温泉郷」）から、コーナー名を「今週のイノッチ部長」へリニューアル。「inostagam」を継続する一方で、「イノスタヒストリー」という企画を新たに始めた。
「イノスタヒストリー」では、井ノ原が取材先でスタッフから渡されたモノクロ写真を手掛かりに、その写真に映っている地元の人と場所を探し出す。当事者を探し出せた場合には、当事者と井ノ原を被写体として、元の写真と同じ場所・アングルで番組スタッフがカラー写真を撮影する。
2019年7月20日放送分の「埼玉　深谷」では、「井ノ原が上戸彩と主演した他局制作のテレビドラマのロケ地（七ツ梅酒造跡）を再び訪れる」という趣向で、「俳優・井ノ原快彦」として現地周辺を取材した模様を放送。現地で撮影される映像作品のコーディネーター（本職は農家）の勧めで、『若女将の恋』というオリジナルのショートムービーを特別に製作した。この映像には、井ノ原が「山田五郎」という役名で登場したほか、他の映像作品でも頻繁にエキストラを務める数名の住民も出演した。
井ノ原による突撃取材企画は通算で60回以上放送されたが、「気にスポ」の放送が復活してからは、事実上休止している。ただし、2020年5月2日には、「イノッチ部長がおじゃ街ました　イノスタグラム傑作選」を全編で放送。
ご当地（生）クイズ
2018年5月19日放送分から、番組の中盤（当初はエンディング→後に終盤）に、テレビ東京および同時ネット局での視聴者へ三者択一式のクイズを出題。選択肢ごとに専用の電話番号を用意したうえで、放送日の24:00（翌日の0:00）まで、該当する番号での電話を通じて視聴者からの応募を受け付ける（受付のアナウンスを須黒が事前収録で担当）。クイズの当選者には、当日の「○○BEST20」の取材先の1つから提供されたプレゼントを、抽選で若干名に進呈する。
当初は「inostagram」との連動企画として放送。井ノ原の取材中の行為（試食したメニューなど）からクイズを出題していた。後に、「inostagram」から分離させたうえで、単独企画として同コーナーの前に放送。分離前と同じく「○○BEST20」の途中で出題されるが、直前に発表した項目の取材先から提供されたプレゼントを用意する一方で、「○○BEST20」を最後まで見ることによって正解を類推しやすくなるようなクイズに変えている。
スペシャル版を放送する場合には、本編を事前に収録していながら、「生クイズ」と称して三者択一式のクイズを放送中に複数回実施。制限時間を本編の放送時間内に細かく設定したうえで、レギュラー版のクイズと同じく、電話で回答を受け付ける。受付時間の終了直後に当選者を決定することから、放送上は収録済みの映像に、当選者の居住地（都道府県のみ）と氏名（カタカナ表記）をリアルタイムで表示。また、あたかも本編が生放送であるかのように、須黒が受付開始・〆切の告知や当選者へのお祝いコメントを入れている。
当企画および「inostagram」の開始を機に、スタッフロール入りの次回予告映像で締めくくっていたエンディングの構成を変更。開始当初は、プレゼントクイズの選択肢・応募用の電話番号・プレゼントを紹介する映像の下部にスタッフロールを組み込む一方で、次回の予告をエンドカード風に短縮していた。クイズ出題のタイミングを本編の終盤→中盤へ移した当初までは、予告映像を当企画の開始前より短くまとめていたが、2019年1月からは開始前と同じ体裁に戻している。

### 過去のコーナー
街のコマーシャル制作のコーナー
当番組本来の趣旨であったコーナーで、番組タイトルの「アド」（advertisement）も、本編で取り上げた街のオリジナル広告（CM）をこのコーナーで作ることに由来している。
すべてのコーナーが終了した後に、スタジオ出演者全員でキャッチコピー・映像・音楽などのプランを合議。愛川の判断と裁量でアイデアを絞り込んだ後に完成したCMを、エンディングで放送していた。CMを放送する直前に、「3・2・1（秒）」というカウントダウン映像をはさみ、映画上映時のようにブザーが鳴ることが特徴。CM終了後、歓声の中エンドクレジットが出て番組終了となる。
放送回によっては、スタジオゲストから1人が、合議後に収録されるCMへ出演することもあった。もっとも、当時から出演している峰と薬丸の証言によれば、愛川のこだわりなどから合議の収録が毎回長時間に及んでいたため、収録前日から私案の練り上げに大変な労力を要したという。
1998年放送の「逗子」の回では、当時46歳の峰が「太陽が生れた街」、ゲストの石原良純（当時36歳）が「ハーフ・マイル・ビーチ」というキャッチコピーを提案。2人の案をつなげた「太陽が生まれた HALF MILE BEACH」というコピーが、逗子を宣伝するオリジナルCMに採用されたばかりか、CMの放送後から神奈川県逗子市・逗子市観光協会・京浜急行の連名による逗子海岸の公式キャッチコピー（「太陽が生まれた　ハーフマイルビーチ」）にも使われている（2人が再び共演した2021年5月8日放送分「逗子海岸」の回で紹介）。
かつて特集した街を再び紹介する場合が多くなったため、2005年10月で終了。2006年12月16日以降の放送では一時、このコーナーをベースとした日産・セレナのインフォマーシャルが番組の途中で流れていた。
なお、同じテレビ東京系の『おはスタ』ではこの番組をまねた小学校を紹介する「アドスクール天国」というコーナーが金曜日に放送されており、ベスト3を紹介するが、本家ではもう見られなくなった「こんなCMができあがりました」が当時と同じ流れで放送されていた。また「○○コレクション」というコーナーも存在していた。
薬丸印の新名物→薬丸印の新名曲
薬丸がちょっとこじつけの強い街の新商品を紹介し、星5つならぬ“薬丸印5つ”で評価される（1ポイント毎の表示で「ポン」の音を打ち、0.5ポイントの場合は鐘1音が入る。5ポイント満点の場合は鐘の連打が入るが、5ポイント満点が出るケースはごくまれであり、滅多に見られない）。
商品紹介の際に流れるBGMは、商品発見前が後述のMisirlou、紹介前半がスタートレック映画シリーズ7作目のジェネレーションズのメインテーマで、後半の盆踊り調のBGMは、ハナ肇とクレージーキャッツの『馬鹿は死んでも直らない』の冒頭部分である。また、『タモリのボキャブラ天国』でおなじみだったボキャブラな言葉も表示される。
薬丸に代わってなぎら健壱が出演した回で「なぎら印の新名物」、八塩が秘書を務めていた時期の特別番組で「八塩印の新名物」が放送されたこともあったが、「薬丸印の新名物」としては2012年11月17日放送分で終了。翌週（11月24日放送分）から、「薬丸印の新名曲」に変更された。
「薬丸印の新名曲」では、「街には数々の名曲がある」という考えの持ち主である薬丸が、当日取り上げる街での取材協力者から「『街の名曲』を歌ってくれる逸材（趣味の一環として活動するアマチュアシンガーなど）」を発掘。番組スタッフを通じてオリジナル曲の制作を依頼したうえで、歌唱や演奏を披露したVTRを放送する。
「薬丸印の新名曲」で披露された楽曲については、「『薬丸レコード』という架空のレーベルへ加えられる」という設定が為されていたため、放送上は架空のレコードジャケットの画像やファイルナンバー（ナンバーは3桁の洋数字）も表示していた。ただし、「新名曲」がアマチュアシンガーによるオリジナル曲とは限らず、プロのシンガーが過去に発表した楽曲のアレンジバージョンが披露されることもあった。
愛川の宣伝本部長勇退・井ノ原の第2代宣伝部長就任後（2015年4月以降）は、「薬丸印の新名物」「薬丸印の新名曲」とも放送されていない。
○○百科事典
番組放送初期にあったコーナー。ランキングがベスト30ではなくベスト10形式であったため、より詳しい街の情報を一言のキャッチフレーズと共に紹介していた。
その後、1995年9月から八塩アナの「この街の通になるためのページを開いてみましょう」という言葉をきっかけに「TO BE EXPERT 通になるために」が開始された（1997年3月で終了）。
○○の気持ち
代わり身の上話風に、様々なキャラクターの気持ちをナレーターが読み上げる（例として、さぬきうどん、SLパレオエクスプレスなど）。
越川印のCM
越川大介がレギュラー時代に行われていたコーナーで、現在の「薬丸印の新名物」と同じくボキャブラ言葉を使用していた。
看板しりとり
取り上げる街に住んでいる人1人が制限時間内に街中の看板でしりとりを行った。1996年頃に放送されていた。
Men's Collection この街の美少年
2000年頃に「○○コレクション」コーナーの亜流として放送していた。毎週取り上げる街にゆかりのあるイケメンの若者1人にスポットを当てていた。最後は必ずスタッフが用意したクサイセリフと女性観客の歓声の効果音でしめており、パネラー陣の中で物議を醸した。しかし、なかなか出演してくれる人が見つけ辛いということもあり、短期間で終了した。
当番組が何度も「出没」している「東銀座」には、歌舞伎座や歌舞伎役者と縁の深いスポット・飲食店があることから、2000年の放送回で二代目　中村七之助（当時17歳）をこのコーナーで取り上げていた。コーナー内では、街頭で撮影された私服姿の映像や、歌舞伎座で歌舞伎の稽古を受けている姿の映像を放送。これに対して、当該回のスタジオゲストだった尾上辰之助が、「七之助だけ出しちゃ兄貴の立場がないじゃん」との感想を漏らす一幕があった。
当番組では、2022年9月10日放送分で「東銀座」に再び「出没」。この回ではスタジオへゲストを迎えない代わりに、七之助（39歳）・1歳年上の「兄貴」（2000年の時点では二代目 中村勘太郎→2012年に六代目 中村勘太郎を襲名）・二代目　尾上右近（30歳、年齢はいずれも放送の時点）がVTRでコメントを別々に寄せていたため、七之助が2000年に「この街の美少年」へ登場した際の映像を22年振りに流した。その際には、「この街の美少年」が放送されていた時期からスタジオに出演している薬丸が、このコーナーを「短命に終わったコーナーの一つ」と紹介している。
入中（いりちゅう）
2週間後頃に放送予定の場所より中継を行う（出演者はいない）。ときにはストリップ会場からなどさまざまだった。基本的にはハウフルスのディレクターのネタ発表会と言える。コーナーの最後に「（「○○」）撮影快調!近日放送予定!!」のテロップを出した。長年続いたが、2002年2月半ばから入中クイズへと変化し、2週間後頃に放送予定の街から中継を行いその場所を当てたもので、当てた出演者はその地に馴染んだ商品を獲得できた。
2005年10月からはエンディングで入中風の撮影映像がスタッフロールと共に流れており、「只今 撮影中」「取材快調」のテロップを出していたが、2008年12月から「次回は『○○』です」のテロップに変更された。
選曲の3曲
ベスト30のランキング映像で使用した楽曲（ソウル・ミュージックが中心）の音源を毎回3曲紹介した。レコード・CDの品番まで紹介するなど凝った造りだった。また、1曲毎にランクインされた10か所の紹介と地図も表示された。1999年頃にスタートし、2005年10月半ばで終了した。
2004年7月にはこのコーナー発のコンピCDが2枚同時リリースされた。
今週もおじゃ街ます
2002年4月 - 9月に放送されたコーナーで、街にいる一人のロングインタビューなどが取り上げられた。その後不定期で紹介された時があった。
わたしのBEST3
2002年10月26日の西新井 - 2003年春頃に放送されたコーナーで、街に長く住んでいる人が自分しか知らない街の穴場スポットを取り上げるコーナーだった。散髪屋がランキングに入ることが多かった。
現在でもその街ゆかりの著名人などがランキング作成者になり、極稀に復活する。
“あしたのジョー”ほう
「ベスト30」でランクインされた店舗（飲食店を含む）の協力が得られた時に、「明日（放送日の翌日は日曜日）、「アド街を見た!」と言って、（商品名）をお買い上げのお客様先着○名に△△円（金額）にて提供させて頂きます」などといった特典を視聴者に与えるコーナー。たまに商品名を指定せず買い物金額の設定や、特典も値引きではなく景品を提供するなど、特典はさまざまである。タイトルは『あしたのジョー』とのダジャレで、ナレーター（武田広）の決めゼリフは「行くべし」または「買うべし」。店舗によっては明日以外に行われるときもある。
2008年までは毎週必ず1店以上情報があったが、2009年は「越谷」の回でイオンレイクタウンの特売情報が出ていた程度であった。
アド街写真館
ベスト30で出演した人々の記念写真をモノクロで撮影する企画で、2004年春にスタート。一瞬流れるBGMはチャップリンの映画『ライムライト』で流れる『テリーのテーマ』である。なお、記念写真は紹介された店舗などに掲示される場合があった。
実際には、毎週放送されるとは限らず、長らく休止。ただし、2018年5月以降は、「inostagram」や「イノスタヒストリー」に事実上継承されている。
以下の企画は、「inostagram」「ご当地（生）クイズ」を開始した2018年5月以降放送されていない。
こどもベスト10
取材エリア内の小学校に通う児童（放送上の呼称は「まちのこどもたち」）からのアンケートを基に、児童たちが気に入っているエリア内のスポットをベスト10形式で紹介する企画で、放送上の通称は「こどベス」。「鶯谷」を取り上げた2016年5月14日放送分で「気にスポ」の代わりに編成したところ好評だったため、同年7月16日放送分（「佐原」）から、レギュラー企画として「気にスポ」と交互に放送していた。
紹介VTRを流す前に井ノ原と須黒が声を揃えて「こどベス!」と言うことや、児童による手書き風の文字をタイトルロゴにそのまま出していることや、「日直：いのはら　すぐろ」という文字や放送日・曜日をチョーク風に記した黒板のイラストをタイトルロゴの背景に使っていることが特徴。ベスト10に該当するスポットの映像の一部には、アンケートに答えた児童による推薦理由の直筆画像を挿入していた。

## 主なBGM
全般
- Misirlou / Dick Dale ＆ His Del-Tones
- Irrésistiblement / Sylvie Vartan
- 都合のいい身体/ 椎名林檎

○○コレクション
- Kiss / パティ・オースティン
- 恋はメキ・メキ / トム・ジョーンズ

○○ストリート
- THE CLASH / The Surf Coasters

○○百景
- あの街この街 / 井ノ原快彦

## 東京周辺以外で取り上げられた地域

### 北海道地方
- 札幌（札幌、札幌すすきの、札幌円山）
- 函館
- 小樽[21]
- 旭川
- 富良野[注 5]
- 千歳・支笏湖
- 利尻・礼文[注 6]
- 帯広（夏の帯広）[注 7]
- 美瑛
- 知床
- 東川

### 東北地方
青森県
- 下北・大間

岩手県
- 岩手 北三陸（久慈市・九戸郡野田村・下閉伊郡普代村・下閉伊郡田野畑村・下閉伊郡岩泉町）

宮城県
- 仙台
- 三陸 気仙沼

福島県
- 常磐ハワイ
- 会津若松
- 会津大内宿
- 会津喜多方
- 尾瀬（福島県（南会津郡檜枝岐村）・新潟県（魚沼市）・群馬県（利根郡片品村））
- いわき

### 北関東地方
北関東の場合、一部の例外を除き、「県名+取り上げる地域」をサブタイトルにしている。
茨城県
- 潮来
- 筑波山
- 大洗・ひたちなか
- 水戸
- 茨城 古河
- つくば
- 茨城 真壁
- 茨城 結城
- 茨城 笠間
- 茨城 牛久
- 茨城 土浦
- 茨城 取手
- 茨城 鹿嶋
- 茨城 奥久慈
- 茨城 北茨城
- 茨城 高萩
- チャーミングな茨城
- 茨城 鉾田

栃木県
- 日光（日光、冬の日光）
- 鬼怒川温泉
- 那須高原
- 栃木
- 栃木 益子
- 足利
- 栃木 佐野
- 宇都宮
- 奥鬼怒温泉郷
- 栃木 大田原
- 奥日光湯元温泉
- 那須塩原温泉郷

群馬県
- 草津温泉
- 伊香保温泉[22]
- 四万温泉
- 群馬 桐生
- 尾瀬（福島県（南会津郡檜枝岐村）・新潟県（魚沼市）・群馬県（利根郡片品村））
- 甘楽・富岡
- 館林
- 高崎

### 東京都（島しょ部）
- 伊豆大島
- 小笠原

### 中部地方
新潟県
- 越後湯沢
- 越後 湯沢温泉
- 尾瀬（福島県（南会津郡檜枝岐村）・新潟県（魚沼市）・群馬県（利根郡片品村））

石川県
- 金沢

山梨県
- 河口湖
- 山中湖
- 河口湖・富士急ハイランド
- 甲府
- 山梨 大月
- 奥山梨温泉郷（南巨摩郡早川町）
- 忍野八海
- 富士吉田
- 河口湖温泉

長野県
- 軽井沢（軽井沢、冬の軽井沢、美味しい軽井沢）
- 野沢温泉
- 信州蓼科
- 信州渋温泉
- 信州松本
- 信州安曇野
- 木曽路 妻籠宿
- 信州 小布施
- 信州 上田
- 信州 善光寺

岐阜県
- 飛騨高山
- 下呂温泉
- 奥飛騨温泉郷
- 奥美濃 郡上八幡

静岡県
- 熱海
- 伊東
- 沼津
- 修善寺
- 伊豆高原[23]
- 伊豆長岡
- 伊豆天城
- 御殿場[24]
- 浜松・浜名湖
- 富士山
- 伊豆下田
- 富士裾野
- 清水 三保松原
- 伊東温泉
- 三島
- 寸又峡温泉
- 西伊豆
- 伊豆稲取温泉

愛知県
- 名古屋（名古屋、名古屋名駅、名古屋大須、名古屋栄、名古屋城）
- 常滑
- 犬山
- 長久手・ジブリパーク

### 近畿地方
大阪府
- 大阪（大阪なんば・道頓堀、大阪十三、大阪新世界、大阪天神橋筋、大阪ベイエリア、大阪心斎橋、大阪梅田、大阪鶴橋、大阪法善寺横丁、大阪ユニバーサルシティ、大阪住吉大社）

京都府
- 京都（京都四条河原町、京都嵯峨嵐山、京都祇園、伏見稲荷）

奈良県
- 奈良

兵庫県
- 宝塚
- 芦屋[25]
- 淡路島
- 甲子園
- 神戸元町

三重県
- 伊勢志摩
- 伊勢神宮

滋賀県
- 信楽

### 中国地方
広島県
- 広島
- 尾道
- 厳島（安芸の宮島）
- 竹原

岡山県
- 倉敷
- 岡山

島根県
- 石見銀山

### 四国地方
香川県
- 高松（高松、讃岐高松）
- 小豆島

愛媛県
- 松山

### 九州地方
福岡県
- 福岡（博多、福岡天神、博多駅）
- 北九州（小倉、北九州門司）
- 久留米
- 太宰府

長崎県
- 長崎
- ハウステンボス

大分県
- 湯布院温泉
- 別府温泉
- 日田

熊本県
- 黒川温泉

宮崎県
- 宮崎

鹿児島県
- 屋久島
- 種子島

沖縄県
- 沖縄那覇
- 沖縄リゾート
- 宮古島
- 石垣島

### その他
- ソウル
- 香港
- グアム
- ハワイ ワイキキ
- ハワイ オアフ島
- 上海
- 韓国 済州島
- マカオ
- 北関東（チャーミングな北関東）
- 埼玉（チャーミングな埼玉）

## スタッフ（2025年4月以降）
- ナレーター：津野まさい（番組開始時 - ）、小野寺一歩（2025年4月 - ）
- 技術：ニユーテレス
- SW：河西純（以前はカメラ担当）
- カメラ：二井内博紀
- 音声：近藤友里子
- 調整：宮本学（一時離脱→復帰）
- 照明：長治憲明（テレビ東京アート）
- 美術：高津光一郎・道勧英樹（アート・フォー）
- 収録スタジオ：テレビ東京天王洲スタジオ・テレビ東京神谷町スタジオ・TМCL1スタジオ【週替り】、テクノマックス（合併前はアクトと表記）【毎週】
- ロケ技術：プレゼンスクルー 井澤和彦、島田一男、長田洋平、姫野太希、和泉隆之、古谷智史、大貫颯太、岡澤信吾、大保政太郎、西尾昌英、落合結菜、平石梨乃、菊地里奈、中静一貴（大保・西尾→一時離脱→復帰）
- 編集：ミックビジョン 高木晋倫・渡邉美保子【週替り】・杉浦明香里【毎週】
- MA（マルチオーディオ）：蜷川広泰
- 音効：佳夢音 柳原英博
- TK（タイムキーパー）：丸山和子（ジャム・オフィス）
- スタイリスト：髙橋千春
- タイトルデザイン：井上嗣也&BEANS
- 番組宣伝：真船佳奈（テレビ東京）
- 企画・監修：菅原正豊（以前は総合演出→監修のみ担当）
- AD：【週替り】清水裕太、長崎信、山田隆也、関尚輝、千田雛、前島千寿、安藤大起、竹下佳球、菅野有希、石岡紘汰郎、室優里奈、棟近菜穂子、西嶋勇人、原田雄太、山口静香、篠﨑萌里、小林廉、小島優侑、城田萌夏、小嶋宏弥、宮本莉乃、中井清登、藤谷百花
- ディレクター：【週替り】高村建一郎、山元豊洋、山泉健、池ヶ谷学、山田渉、高橋亮、田中光、山際春香、伊藤大佑、佐藤国世、近藤加奈、志村光紀、杉本篤史、大井甲介、惠藤佳代子（田中・伊藤・近藤・佐藤国・志村・大井・惠藤→以前はAD）
- ディレクター/スタジオ編集︰田島浩之【週替り】
- 演出：堀江昭子【毎週】、川崎大志（川崎→以前はディレクター、一時離脱→復帰）、時崎豊（2020年3月14日 - 、以前はディレクター、一時離脱→復帰）【週替り】
- プロデューサー：森本泰介（テレビ東京、2023年4月22日 - ）、佐藤実・田中優（ハウフルス、佐藤→以前はディレクター、田中→2020年11月14日・2023年10月 - 、一時離脱→復帰）
- チーフプロデューサー（2021年4月17日 - ）：小高亮（テレビ東京、2021年4月17日 - 2024年4月13日・2025年4月19日 - 、以前はプロデューサー）、増田君儀（ハウフルス、以前はAP→プロデューサー）
- 製作：テレビ東京、ハウフルス

### 過去のスタッフ
- ナレーター：武田広（1995年4月15日 - 2019年11月30日）[26] [注 8]、多比良健、保村真、小倉淳（2016年4月2日 - 2018年3月31日）、山崎岳彦（2018年4月7日 - 2018年7月頃）、津野しの（2022年7月23日 - ）平野義和（2018年8月頃 - 2025年3月）
- 演出：山崎徹（番組初期から2017年までチーフ演出）、宮本忠浩、堤栄一、佐藤浩仁、和久津一成、土井隆志、森大介（森→以前はディレクター）
- 構成：海老克哉、浜田悠、山屋美晴、森和盛、大辻民樹、小林哲也、本末恵理子、村松浩介、八木たかお、服部真由子、東郷奈穂子、牧田英士
- SW：島本健司
- SW/カメラ：秋山勇人
- カメラ：野々村知彦、池田孝宏、小出豊、新美高志
- 音声：海老澤俊彦、高橋幸則
- 調整：瀧本恵司、田畑司、高木稔、谷古宇利勝、土井理沙、水野博道、原啓教
- 照明：須田道雄（クリア）、瀬戸五郎・新井香澄（テレビ東京アート）
- 美術：立原英生（ジーケン・アート）、山浦俊夫、鈴木喜勝、林健一
- ロケ技術：アースジャパンプロ、ヌーベルバーグ 濱迫文哉・平山義典・寺戸秀行・山崎宏喜・和泉隆之・加美山稔・津野祐一、象|ZOU 岩井太郎・星野洋平・大塚恵理香・島根義明・岡本立洋・熊内直美・大西光・老平勝利・渡辺敬太、GPA 冨田太雄・中園智貴・久下賢治・小柳健・遠藤美樹・寶(濱)田菜津美・向山勇太(大)・金晃成・梅本成(牧)人・印南豊、テックサービス 古川洋行・對馬千鶴・奥村知樹・水口智博・福原正貴・岡村隆朗・飯田一志・宮田翔太・半田健・峯岸玲也、写童団 堀憲明・安木憲剛、ハックベリー 吉元豊彦、冨永浩、末永照幸、GPA 花田弦・松澤拳太朗・森山弘喜・早見紀章、プレゼンスクルー 田井良作、ヌーベルフォース 小川貴照
- 編集・MA：坂口信彦・笠原善之・今井純・前島真一・湯井浩司・小市亮・辻本昌義（ザ・チューブ）、村本直矢・駒形将貴・森聖治（ミックビジョン）
- MA：伊藤慎吾、村上敏之
- 音効：平山稚子・渡邊みさき・明田悠依（佳夢音）
- TK：橋本玲奈、木下いずみ（ジャム・オフィス）
- スタイリスト：MINNIE、上鈴木順子、川田侑花
- リサーチ：オフィスゲイム
- 収録スタジオ：東京タワースタジオ
- 協力：昭文社
- 番組宣伝：神宮綾・佐伯真美・丸田晋・松山進・石井成臣・森村祥子・脇坂清人・里見有紀恵・西山麻衣子・長江瑠奈・宮本聖子・鈴木紀子・河村彩子・橋本彗（テレビ東京、鈴木〜橋本→一時離脱→復帰）
- AP：尾形香代、瀬川一浩（瀬川→以前は制作進行）、鎌田真紀、丸山智子、藤枝祐一郎、守屋美紀（守屋→2023年5月6日 - ）
- ディレクター：芝崎利行、森本展寧、小林正純、古畑雅之、永田暁児、岩渕渡、及川博志、保延恒、若松こず枝、山城丈治、椿原宏史、岡田至功、中村小市郎、春田英知、齋藤亮、本田啓一、芳賀羊介
- プロデューサー：小川治、深谷守、林祐輔、縄谷太郎、田中晋也（テレビ東京、田中→2021年4月17日 - 2023年4月）、津田誠、山田浩司、倉内重男、村松宏、五十嵐裕之、竹田幸市、菅原茂友、岩崎晃恵、河村圭子、遠藤美加子（ハウフルス、河村・遠藤→以前はAP）
- チーフプロデューサー：末永剛章（テレビ東京、2024年4月20日 - 2025年4月12日）

## ネット局と放送時間
| 放送対象地域   | 放送局                   | 系列           | 放送日時                     | ネット状況 | 備考                |
| -------------- | ------------------------ | -------------- | ---------------------------- | ---------- | ------------------- |
| 関東広域圏     | テレビ東京（TX）         | テレビ東京系列 | 土曜 21:00 - 21:54           | 【制作局】 | 【制作局】          |
| 北海道         | テレビ北海道（TVh）      | テレビ東京系列 | 土曜 21:00 - 21:54           | 同時ネット |                     |
| 愛知県         | テレビ愛知（TVA）        | テレビ東京系列 | 土曜 21:00 - 21:54           | 同時ネット |                     |
| 大阪府         | テレビ大阪（TVO）        | テレビ東京系列 | 土曜 21:00 - 21:54           | 同時ネット |                     |
| 岡山県・香川県 | テレビせとうち（TSC）    | テレビ東京系列 | 土曜 21:00 - 21:54           | 同時ネット |                     |
| 福岡県         | TVQ九州放送（TVQ）       | テレビ東京系列 | 土曜 21:00 - 21:54           | 同時ネット |                     |
| 岐阜県         | 岐阜放送（GBS）          | 独立局         | 土曜 21:00 - 21:54           | 同時ネット |                     |
| 和歌山県       | テレビ和歌山（WTV）      | 独立局         | 土曜 21:00 - 21:54           | 同時ネット |                     |
| 滋賀県         | びわ湖放送（BBC）        | 独立局         | 土曜 15:00 - 15:55           | 遅れネット | [ 注 9 ]            |
| 秋田県         | 秋田放送（ABS）          | 日本テレビ系列 | 土曜 12:00 - 12:55           | 遅れネット | [ 注 10 ]           |
| 福島県         | 福島放送（KFB）          | テレビ朝日系列 | 月曜 0:30 - 1:25（日曜深夜） | 遅れネット | [ 注 11 ] [ 27 ]    |
| 静岡県         | 静岡放送（SBS）          | TBS系列        | 土曜 12:10 - 13:05           | 遅れネット | [ 注 12 ]           |
| 石川県         | 北陸放送（MRO）          | TBS系列        | 土曜 12:10 - 13:10           | 遅れネット | [ 注 13 ]           |
| 岩手県         | IBC岩手放送（IBC）       | TBS系列        | 不定期放送                   | 遅れネット | [ 注 14 ]           |
| 新潟県         | NST新潟総合テレビ（NST） | フジテレビ系列 | 金曜 14:50 - 15:45           | 遅れネット | [ 注 16 ]           |
| 長野県         | 長野放送（NBS）          | フジテレビ系列 | 土曜 16:30 - 17:25           | 遅れネット | [ 注 17 ] [ 注 18 ] |
| 宮城県         | 仙台放送（OX）           | フジテレビ系列 | 週末午後に不定期放送         | 遅れネット |                     |
| 山形県         | さくらんぼテレビ（SAY）  | フジテレビ系列 | 週末午後に不定期放送         | 遅れネット | [ 注 19 ]           |

### ネット局に関する備考
- 初期は、テレビ東京系列で前番組の『土曜スペシャル』がJリーグ中継に差し替えられたことがあったため、放送時間を5分繰り下げた時期があった。
  - 2012年8月11日放送分の「東京スカイツリー」はテレビ東京系列で16:55 - 21:10の時間帯でロンドンオリンピックの中継が組まれるため、16分繰り下げて21:16から放送。ロンドンオリンピック中継を同時ネットしない岐阜放送は『日曜ビッグバラエティ 激録・警察密着24時!!〜絶対!逃がさない〜』（テレビ東京系列で同年7月1日放送）の時差放送を19:00 - 21:48に編成するため本番組の同時ネット放送を休止（後日時差放送は不明）。
- テレビ東京では、2000年頃まで金曜日の昼に再放送をしていた時期があり、その後2001年10月から2005年2月まで平日の昼に再放送をしていた時期があった（2001年10月 - 2002年3月は月曜日、2002年4月 - 2003年5月は火曜日、一時休止を経て2004年4月 - 2005年2月は金曜日）。その後も2008年10月から2009年3月まで金曜日（以前は土曜日も）の昼に「アド街アンコール」を放送していた。現在も拡大スペシャルの前に先日放送分の再放送を行うこともある。ただし、拡大放送（69分・75分・84分など）の時は54分に短縮して再放送される。また、2時間以上のスペシャル版がテレビ東京系列以外の局で放送される時は前編・後編に分けて放送されることがある。
- びわ湖放送では、2008年から2009年3月までは毎月最終土曜日に自社制作番組『持続可能な滋賀社会』を、また『滋賀県議会リポート』など不定期に自社制作の特別番組を放送するため休止となり、休止分は次週に繰り越して放送していた。また、特別番組として放送時間を拡大した時も放送されない（『滋賀経済NOW』と放送時間が被るため）。
- 奈良テレビでは、放送開始当初は自社制作番組放送のため遅れネットでの放送だった。毎月第2土曜日に『県民だより奈良 ならいいね!』（21:00 - 21:30）と『NEXT-輝け!アスリートたち-』（21:30 - 21:54）を放送、毎月第3土曜日は『奈良!そこが知りたい』（21:00 - 21:30、かつてTBS系で放送された『そこが知りたい』とは無関係）と『笑売繁昌!ならCoCo』（21:30 - 21:54）を放送、毎月第4土曜日は『県民だより奈良 ならいいね』と『笑売繁昌!ならCoCo』の再放送を放送するため、休止となっていた。2014年4月以降は不定期放送となっていたが、2015年9月5日より土曜22:00 - 22:54に定期放送を再開。2016年4月以降は再び不定期放送となり、2018年5月5日より土曜12:00 - 12:54で定期放送を再開したが、2019年10月以降ネットされなくなった。

### 以前放送されていた局
| 放送対象地域 | 放送局                    | 系列           | 放送期間                              |
| ------------ | ------------------------- | -------------- | ------------------------------------- |
| 青森県       | 青森テレビ（ATV）         | TBS系列        | 不定期放送                            |
| 宮城県       | ミヤギテレビ（MMT）       | 日本テレビ系列 | - 2010年5月27日                       |
| 宮城県       | 東北放送（TBC）           | TBS系列        | 不定期放送                            |
| 秋田県       | 秋田テレビ（AKT）         | フジテレビ系列 | 秋田放送へ移行                        |
| 山形県       | 山形テレビ（YTS）         | テレビ朝日系列 | - 2010年3月28日                       |
| 山梨県       | テレビ山梨（UTY）         | TBS系列        | 打ち切り時期不明                      |
| 山梨県       | 山梨放送（YBS）           | 日本テレビ系列 | 打ち切り時期不明                      |
| 長野県       | テレビ信州（TSB）         | 日本テレビ系列 | 打ち切り時期不明                      |
| 長野県       | 長野朝日放送 (abn)        | テレビ朝日系列 | 打ち切り時期不明                      |
| 長野県       | 信越放送（SBC）           | TBS系列        | 打ち切り時期不明 長野放送へ移行       |
| 静岡県       | テレビ静岡（SUT）         | フジテレビ系列 | 打ち切り時期不明 静岡朝日テレビへ移行 |
| 静岡県       | 静岡朝日テレビ（SATV）    | テレビ朝日系列 | - 2006年3月 静岡放送へ移行            |
| 富山県       | チューリップテレビ（TUT） | TBS系列        | 2015年7月 - 2023年3月29日             |
| 富山県       | 富山テレビ放送（BBT）     | フジテレビ系列 | 不定期放送                            |
| 三重県       | 三重テレビ（MTV）         | 独立局         | 打ち切り時期不明                      |
| 奈良県       | 奈良テレビ（TVN）         | 独立局         | - 2021年3月27日                       |
| 広島県       | 広島ホームテレビ（HOME）  | テレビ朝日系列 | 打ち切り時期不明                      |
| 広島県       | 中国放送（RCC）           | TBS系列        | 不定期放送                            |
| 愛媛県       | テレビ愛媛（EBC）         | フジテレビ系列 | - 2008年12月                          |
| 高知県       | テレビ高知（KUTV）        | TBS系列        | - 1998年11月                          |
| 長崎県       | 長崎放送（NBC）           | TBS系列        | - 2015年3月7日                        |
| 熊本県       | 熊本放送（RKK）           | TBS系列        | 2005年4月 - 2017年3月28日             |
| 大分県       | 大分放送（OBS）           | TBS系列        | 2003年4月 - 9月                       |
| 鹿児島県     | 鹿児島放送（KKB）         | テレビ朝日系列 | - 2004年                              |
| 鹿児島県     | 鹿児島テレビ（KTS）       | フジテレビ系列 | - 2016年9月18日                       |
| 沖縄県       | 琉球放送（RBC）           | TBS系列        | 1998年7月 - 1999年9月                 |

## インターネット向けの動画配信
| 配信元 | 更新日時             | 配信期間 | 備考                                                            |
| ------ | -------------------- | -------- | --------------------------------------------------------------- |
| Paravi | 土曜日の本放送終了後 | 無制限   | 2021年11月27日（「二子新地」）以降の放送回を 定額制見放題で配信 |
| TVer   | 土曜日の本放送終了後 | 7日間    | 最新回限定で無料配信（見逃し配信）                              |

### 備考
- TVerでは、2022年4月16日放送分からリアルタイム配信も実施。同日の時点でネット局が存在しない県でも、インターネットで動画を再生できる環境が整っていれば、本編の動画を本放送と同時に無料で視聴できるようになった。
  - 「見逃し配信」では、2024年3月まで1回の放送分を1本の動画で配信していたが、翌4月から1回の放送分を2本の動画に分割。「○○BEST20」から11 - 20位を紹介したシーンを「前半」、1 - 10位を取り上げたシーンを「後半」扱いで別々に配信している。いずれの動画も本編の途中にCMを一切挿入していないものの、「前半」の動画を最後まで再生したタイミングで、テレビ東京から配信される別番組の動画へ自動的に切り替わるようになっている。このため、「前半」に続いて「後半」の動画を再生したい場合には、操作に注意を要する。
- Paraviでは2022年4月から、「この街はアド街で出来るかな? ブレイク直前芸人が先行ロケハン!」というスピンオフ動画の配信を開始。TVerでも、この動画を順次配信している。なお、ParaviとU-NEXTによる動画配信サービスの統合（2023年6月30日＝土曜日）に伴って、当番組では同日の放送分からU-NEXT内の「Paraviコーナー」でアーカイブ動画を配信。

## 放送休止・変更・延期の備考
- テレビ東京では、日本国内における「世界卓球」「全仏オープンテニス」[注 33]の地上波テレビ放送権を保有している。このため、大会期間中の土曜日に当番組の放送枠で試合中継の延長や緊急中継を実施する場合には、系列局を含めて以下のように対応している。

  - 2008年4月12日に放送された「春の鎌倉」は、当初同年3月1日に放送される予定だったが、「世界卓球2008」中継のため延期していた。
  - 2010年7月10日に放送された「横浜石川町」は、当初同年5月29日に放送される予定だったが、「世界卓球2010」中継の延長により延期していた。当初の予定通り、翌週の6月5日は当時鳥越祭が開催されていた「鳥越」を、12日は当時葛飾菖蒲まつりが開催されていた「葛飾水元公園」と順次放送した。
  - 2014年5月3日に放送予定であった「茨城笠間」は、当初予定から実に160分遅れとなる5月3日 23:40 - 5月4日 0:34までという異例の放送時間となった。これは「世界卓球2014」で、女子準々決勝（日本対オランダ）が第5試合（最終試合）の更にフルセットまでもつれる展開となり、大幅に放送時間を延長したことによるものである。『美の巨人たち』など、大半の番組が番組休止したが、当番組は休止にはしなかった。なお、放送当時は笠間市内で「陶炎祭」（笠間焼の陶器市で、5月5日まで開催）、「笠間のつつじまつり」、笠間稲荷神社の藤の見頃など笠間市の観光シーズンであり、仮に1週延期すると既に終了したイベントの紹介になってしまうための措置でもある。
  - 2015年5月2日に放送された「昭島 昭和の森」は、「世界卓球2015」の延長により20分遅れの21:20 - 22:14までの放送となった。
  - 2016年3月5日に放送予定であった「西葛西」は「世界卓球2016・男子団体準決勝」放送のため、緊急蔵出し版として同年3月19日に延期された。
  - 2017年6月3日に放送予定であった「チャーミングな北関東」は「テレ東スポーツ祭・世界卓球2017×全仏テニス」放送のため、緊急蔵出し版として同年9月9日に延期された。
  - 2018年5月5日に放送予定であった「御殿場」は「世界卓球2018・女子団体」放送のため、緊急蔵出し版として同年7月28日に延期された。
  - 2019年6月1日に放送予定であった「千葉印西」は「全仏オープンテニス」放送のため、緊急蔵出し版として同年9月7日に延期された。
  - 2019年11月9日に放送予定であった「方南町」は「卓球ワールドカップ」放送のため、緊急蔵出し版として同月30日に延期された。
  - 2022年10月8日に放送予定だった「綾瀬」は、「世界卓球2022・男子女子団体」の放送のため。11月19日に延期された[注 34][29]。
  - 2024年2月24日に放送予定だった『ヒットソングの街』は、「世界卓球2024・女子団体」の放送のため、同年6月22日に延期[30][注 35]。当該回では片渕が務めていた「秘書」を延期中に中原が引き継いだことから、放送に際しては、「この番組は2月24日に放送予定だったものです」という注釈テロップが画面の右上部に複数回挿入された。
- 回によってはスタジオ収録を行わず、愛川・大江が現地を散策することもある。上記「春の鎌倉」などが該当する。
- 2011年3月19日放送の『祝800回記念!あの時のあの街BEST30』で放送800回を迎えるはずであったが、前週の3月12日に放送予定であった「山谷 泪橋」が東日本大震災によるTXN報道特別番組を放送したため緊急蔵出し版として4月9日に延期され、実際には3月26日に放送した「芝 増上寺」が800回目の放送となった。

## 備考

### 生放送
- 2006年2月11日の「表参道」の回では大江麻理子のリポートによる番組初の生中継を挿入した（表参道ヒルズがこの日にオープンしたため）。また、2009年8月29日の「高円寺」の回でも大江のリポートで東京高円寺阿波おどりの会場から生中継を挿入した。なお、この2つの回で生中継なのは土曜21:00から放送している局のみで、それ以外のネット局は当然「録画」となる。生中継が挿入される場合、オープニング前と終了約10分前に生中継場所から生中継される。
- 2006年12月16日の「旬の温泉BEST30」（2時間スペシャル）は群馬県の四万温泉内の旅館から番組初の完全生放送となった。今回も土曜21時から放送している局のみが生放送の対象となった。放送当時は携帯電話などで視聴者へクイズを出題し、番組スポンサーの日産自動車のミニバン、セレナ・ハイウェイスターなどをプレゼントした。
- テレビ東京系列の地上デジタル放送のリモコンキーID"7"（テレビ愛知は10）に因み「テレビ東京ネットワーク 七夕祭り」と定めた2007年7月7日は19:00（夜7時）から「懐かし風景が残る街BEST77」と題して3時間にわたって生放送された。同時ネット局はTXN6局（全時間帯スポンサードネット）とテレビ和歌山（IDは5）の計7局で、番組開始以来初めて取材VTRも含めた完全ハイビジョン制作（通常の場合取材VTRは4:3SD撮影）だった。当日は電話などで視聴者へクイズを出題し、番組スポンサーのNISSANとのコラボレーションで特注の七夕模様の入ったアドマーチや番組で紹介した地域ゆかりの品、宿泊券などをプレゼントした。なお、クイズの応募にはテレドームを使用していたが、番組スポンサーに当時PHS事業者のウィルコムが入っていたため、PHSの場合に限りEメールでの送信も可能だった。
- 2008年7月12日は「全国おいしい駅弁の街BEST50」として前年と同じく3時間の生放送を行った。同時ネット局はTXN6局のみ（全時間帯スポンサードネット。独立UHF局は全局同時ネットせずテレビショッピングなど別番組に差し替え）。こちらも取材VTRも含めた完全ハイビジョン制作だった。データ放送では「アド街ビンゴ!!」と題してビンゴカードの数字を都道府県名に置き換えたビンゴカード（A〜Gの中から選択）が表示され、ランクインした都道府県が出てくるたびに自動的にカードの穴が空けられる仕組みとなっていた。

### 取り上げたエリアに関して
- テレビ東京が制作する番組でありながら、他の在京民放テレビ局の本社が所在するエリアも積極的に取り上げている。
  - 日本テレビ
    - 本社が「麹町」に所在していた時期[注 36] の放送で、麹町の一帯を「番町」として取り上げた関係で、当時放送されていた「○○コレクション」に（女性アナウンサーを含めた）現職の女性社員が次々と登場。60人目は河本香織（当時はアナウンサー）で、『峰竜太のホンの昼メシ前』で峰と共演していたことから、VTRを通じて峰にエールを送っていた。
    - 本社機能の一部が「汐留」に移転した後には、汐留の一帯を「新橋」として取り上げた際に、当時放送されていた『ラジかるッ』の出演者がゲストとしてスタジオに登場している。
    - 2004年2月7日に「汐留」を取り上げた際には、放送のタイミングが本社機能を完全に移転させる直前であったことなどを背景に、移転後（現在）の社屋を電通・共同通信社（近隣に所在する本社屋）と合わせて「メディア基地」として紹介。順位は4位で、日本テレビのアナログチャンネル番号および、リモコンキーID番号と同じ数字であった。

  - TBS
    - 「赤坂」を取り上げた際に、1位へランクイン。その際には、本社が「ランドマーク」として紹介された。
    - 2019年1月19日に「赤坂」を再び取り上げた際には、「赤坂サカス」（本社を含む複合施設）として2位にランクイン。この回には、OB（元・アナウンサー）の安東弘樹をゲストに迎えていた。

  - フジテレビ
    - 1997年4月から本社屋を設けている「お台場」を 2003年4月12日・2008年5月3日・2012年5月5日の放送分で取り上げた際のランキングで、アナログチャンネル番号および、リモコンキーIDと同じ数字の8位に入っていた。
    - 2024年4月20日放送分で「お台場」を改めて取り上げた際には、単独でのランクインが初めて見送られた。ただし、OG（元・アナウンサー）の八木亜希子をゲストに迎えていたほか、本社屋を「お台場の歴史を物語るスポットの1つ」として20位（「お台場トワイライトゾーン」）で局名ごと紹介していた。

  - テレビ朝日
    - 2003年7月19日の放送分で「六本木ヒルズ」を取り上げた際に、当時移転したばかりの本社ビルを紹介。順位は10位で、アナログチャンネル番号・リモコンキーIDを2で掛けた数字と同じであった。

  - ただし、2009年12月12日放送分の「浜松町」の回では、元文化放送アナウンサーで現在も同局の番組を担当している吉田照美をゲストに迎えたものの、同地に所在する文化放送がランキングに入ることはなかった。
  - なおキー局ではないが、各地のコミュニティ放送局もかなり取り上げられている。
- 特定の施設に絞って放送する例は、「東京ディズニーリゾート」「東京ミッドタウン」などがある程度である。
- 軽井沢は1度取り上げられた後に再び「冬の軽井沢」（2006年2月18日）、「美味しい軽井沢」（2015年8月8日）として紹介された。その他金沢、伊豆修善寺など関東圏以外の街で2度取り上げる例は数例ある。
- 2007年10月27日放送の回は「大宮」であったが、2位までの紹介を数秒ずつで端折り、1位の鉄道博物館（放送約2週間前の14日にオープンしたばかり）に放送の半分以上の時間を割いた。さらには鉄道博物館単体でベスト10を行った。しかも2位までの内容も無理矢理鉄道に絡ませるようにしていたため（例：16位の大宮競輪場の選手のスピードを新幹線に例えるなど）、実質的に「鉄道博物館特集」と言える構成である。実際、ゲストも「これでは大宮というより鉄博特集だ」というコメントがあり、とりわけ大宮育ちの土田晃之は「氷川神社（の思い出話?）でもっと語りたかった」「市民の暴動起きますよ」などと明らかに内容に対して不満である発言をしており、番組後半の鉄博部分は完全に不機嫌であった。具体的な対象エリアを「大宮駅半径3キロ以内」としていたため、旧与野市にあるイオン与野ショッピングセンター（現：イオンモール与野）も15位で登場している一方、東大宮駅周辺などが範囲に入らない状態となっていた。番組公式ホームページの「アド街掲示板」においても他の回と比較して賛否両論（ほとんどが土田への同情論）が多い回となった。
  - 約6年後の、2013年7月27日にも再び「大宮」が放送された。このときの1位は前述の氷川神社になり、鉄道博物館は3位になった。
- 同年2月3日放送分も対象エリアを武蔵村山としたものの、実際のところ半分以上が当時オープンして間もなかったダイヤモンドシティ・ミュー（現：イオンモールむさし村山、日産自動車村山工場跡地）の情報だった。
- 前述の通り、銀座や浅草などは取り上げられる機会が多く、浅草だけでも「浅草六区」「浅草千束」「浅草寺」「浅草花川戸」「浅草合羽橋」「西浅草」など細かな区分けで放送されている。2001年から2002年にかけては、銀座や浅草全体のベスト30として「The銀座」（ザぎんざ）や「The浅草」（ズィあさくさ）を放送したこともある。
  - 2006年には、浅草をはじめとした下町（谷根千、上野など）を取り上げた書籍『出没!アド街ック天国 東京下町歩き』が発売されたこともある。

### 番組のパロディ
制作局のテレビ東京及び同系列局でのパロディ
- 『おとぎ銃士 赤ずきん』の第2話では「出張!ドラ町ック全国」という題で、大江麻理子アナウンサーがモデルのキャラ「大江戸麻理子」なるアナウンサーが登場している。
- 『ケロロ軍曹』の第152話では、「出没!アド星ック天国」という題で、VTR構成や番組の内容・セット・ナレーションなどが、本家そのままの形で使われるという大掛かりなパロディを展開し、1話分そっくりそのままこの番組のパロディとして放送された。
- 朝の生番組『おはスタ』第2部のスーパーライブ金曜日（担当：南海キャンディーズ）の「アドスクール天国」では、この番組を真似たパロディを放送しており、我が小学校のベスト3を放送している。「○○小コレクション'○○[注 37]」を放送した後、アド街では既に終了したコーナーである「こんなCMができあがりました」のテロップが流れ、取材した小学校のCMを放送している。コーナーのBGMも、本家と同じ楽曲を使用している。
- 『ポケモン☆サンデー』（2009年9月27日放送分）では「ポケ街ック天国」というパロディが放送された。『ポケットモンスター ハートゴールド・ソウルシルバー』のコガネシティをコレクション風にランキング形式で紹介するという内容。
- 『嬢王3 〜Special Edition〜』の第5話で、「六本木・シーサイドコレクション」として、キャバクラ・シーサイドのキャバクラ嬢達のコスプレなどを紹介。
- 『妖怪ウォッチ』（2014年12月19日放送分）では当番組とコラボレーション。「妖怪ウォッチベスト10」として、番組のフォーマット、ナレーションまでが全て本家と同じ形で紹介された。スタジオも本物を使い、「おまっとニャンでした」と挨拶し、「あなたの街の宣伝ニャンコ部長」を名乗るジバニャンと、アシスタントの須黒が進行した[31]。

他系列局での「○○コレクション」のパロディ
- 八塩がフリーになった後にレギュラーを務めたフジテレビ系列の情報番組『めざましどようび』とTBS系列の『イブニングワイド』で、同コレクションのパロディを放送したことがあった。
- テレビ朝日系列の『雨上がり決死隊のトーク番組アメトーーク!』では「五反田芸人」および「熟女芸人」（第1弾）の回でパロディが放送された。いずれも途中で風俗嬢が顔を伏せて登場していた。
- フジテレビ系列の『トリビアの泉 〜素晴らしきムダ知識〜』で、同コレクションのパロディが何度か放送された。
- 2009年5月にフジテレビ系列で放送された『ジャンクSPORTS』で、浜田雅功を起用した同コレクションのパロディがタイトル・曲込みで放送された。レギュラー放送最終回の2010年3月21日にも「浜田雅功Best5」を本家とそっくりな画面で紹介し、「浜田雅功コレクション」も放送された。
- 2009年12月30日夜から31日朝にかけてNHK総合テレビで放送された『紅白歌合戦 A to Z』では、「紅白歌合戦 A to Z コレクション」と題して、「紅白カウントダウン」ブログパーツに載せていた水樹奈々（この年初出場した声優・歌手）のファッション計60種類を紹介した。
- 2011年5月2日にNHK総合テレビで放送されたひるブラ「山手の丘の洋館ストリート〜神奈川県横浜市〜」の中で「○○コレクション」のパロディが本家番組のBGMも使用して放送された（詳細は不明）。この日、東京のスタジオゲストが本家番組にレギュラー出演している峰だったため、「どこかで聞いたことがあるような...」と発言しているが、感謝する表情も見られた。その後、同年7月19日にも大阪天神橋商店街からの中継でパロディ版である「天神橋辛いものコレクション」としてメニュー・店の写真・店員の写真が紹介された（このときの東京のスタジオゲストも峰が出演していた）。
- TBSで放送されていた『女神サーチ』は番組の様式がアド街に準じていた。
- 日本テレビ系列の番組で放送
  - 2005年6月4日、『NNNニュースプラス1・サタデー』の「マル秘ウオッチ永田町」にて「○○コレクション」のパロディで「マル秘永田町コレクション」というタイトルで放送された。内容は国会議員の服装を「○○派」として紹介するものだった。
  - 2009年2月21日、『ズームイン!!サタデー』のコーナー「ジャスト日本」の「原宿 最新ファッションのすべて」という企画で「'09原宿コレクション」として、原宿の女の子達のロリータ系ファッションを紹介。それ以降も2009年5月30日、2010年5月15日、2010年11月13日、2011年5月21日（66組）、2012年4月28日、2013年1月19日、2022年11月20日、2025年2月15日にも「'XX原宿コレクション」（XXは年数）を紹介。なお、「ズームイン!!サタデー」の司会者には、2022年4月から制作局のテレビ東京出身のフリーアナウンサー・鷲見玲奈（本番組の出演経験はなし）が就任している。
  - 2010年9月27日に日本テレビで放送された『未確認文化発見バラエティー 激撮!世界カルチャーSCOOP』では、ケニアの33人の妻を持つ男性を紹介した時、「AKUKU's wives コレクション」と題して年齢の大きい順（89歳〜32歳）に33人を紹介した。
  - 2011年5月22日、『シューイチ』の「とれナビ」のコーナーで、「プードル クリッピング・コレクション」として、髪の毛などをアレンジしたプードルを紹介（30組）。
  - 2011年8月3日、『ZIP!』の「SHOWBIZ TIME」のコーナーで、「FUJI ROCKコレクション」として、FUJI ROCKを見に来ていた女性のファッションを紹介（40組）。2012年11月30日、同番組の「NEWS UPDATE」のコーナーで、「2012ブラジルサッカーコレクションinサンパウロ」として、サンパウロにいる一般人のサッカーをする姿を紹介（4組）。
  - 2011年12月20日、『ヒルナンデス!』で、「'11カルピス美女コレクション」として、カルピスの美女社員を紹介。
  - 2014年7月20日、『シューイチ』にて、「D-BOYSコレクション」として、メンバー全員を紹介した。
- 関西テレビ制作、フジテレビ系列で放送（関西テレビで2011年3月5日放送、他の地域の放送日時は異なる）された『芸能人もハマる!? 趣味初体験 シュミ★レーション』の「新宿二丁目芸能人が初心者に語る」で、「'11新宿二丁目コレクション」として新宿二丁目の人たちのファッションを紹介（24組）。
- TBS系列で2012年12月1日に放送された『ニッポンが分かる!急上昇ワード』では「塩系男子コレクション」が紹介。 
  - 2017年3月27日に『Nスタ』内の「日刊 中刷りニュース」のコーナーで「イチロー Tシャツコレクション」が紹介された。
  - 2021年5月29日に、当時放送されていた裏番組の『日立 世界・ふしぎ発見!』では、在日外国人を紹介した。
  - 2013年1月9日に放送された『THE TIME,』では、「プロ野球新人選手の寮生活&相棒コレクション」と題して、選手のお気に入りのものをコレクション形式で紹介した。その際に流れていたBGMは本番組のBGM。
- 2024年8月28日にNHKEテレで放送された『3か月でマスターする数学』では、正多面体というテーマで、番組の最後にさまざまな多面体のオブジェを、本コーナーの映像表現とBGMで紹介した。

他系列局でのその他のパロディ
- 2006年12月12日放送のTBS系列『学校へ行こう!MAX』では、明徳義塾中学校・高等学校の魅力を生徒たちへのアンケートをもとにランキング形式で紹介する際、出演者の森田剛が「アド街ック天国風にどうぞ!」と振った結果、「出没!アド学チック天国（読み：しゅつぼつ アドがチックてんごく）」と題して、オープニングのエリア紹介映像やベスト10のランキングムービー・効果音などが本家に準じたものになっていた。なお、当番組は2代目宣伝部長の井ノ原が所属するV6がレギュラーを務めていた。
- 日本テレビの情報番組『ラジかるッ』では、毎週金曜日にタカアンドトシが「あの町この町ランキング」というコーナーを放送していた（このコーナーは、本家の愛川の妻のうつみも認めている）。同じ日本テレビではかつて『メレンゲの気持ち』の中で「メレンゲ裏街ック天国」というコーナーがあった。
- TBS系列『サンデー・ジャポン』でも、「アドじゃぽック天国」というパロディが放送された。
- 文化放送『レコメン!』（月曜日）でもK太郎がメインパーソナリティを務めていた2012年3月まで「突撃!アド街ックK太郎」というパロディが放送されていた。BGMは本家の「薬丸印の新名物」の紹介前半と同じく、スタートレック映画シリーズ7作目のジェネレーションズのメインテーマが使用されていた。
- 日本テレビの情報番組『ZIP!』のコーナー「なりきりDANCEシアターグレート」で冒頭に番組の当時司会だった桝太一が「おまっとさんでした」と言う。
- ニッポン放送の『東貴博と新保友映のラジオビバリー昼ズ』の中でも「出没!アズ街ック天国」というパロディ企画が以前行われていた。この企画は聴取者から毎週番組が指定した地域やテーマに沿った場所のお勧めスポット等の情報を募り、2〜3通程度紹介するものだった。
- 制作局のテレビ東京が東京12チャンネル時代にネットワークを組んでいた毎日放送（MBSテレビ）では、2016年2月から一時、『ちちんぷいぷい』（平日午後に生放送の情報番組）火曜日の第2部（関西ローカルパート）で「アノ街ック天国（パラダイス）〜昭和な店を探して〜」というシリーズ企画を放送。MBSの本社がある大阪市内のビルや商店街を対象に、昭和時代の雰囲気を今でも残している店舗やスポットを、「○○BEST20」形式で紹介していた。
  - 放送上は、当番組に似たタイトルロゴやランキング画面を使用。オープニングトークでは、メインパーソナリティの山本浩之が、前週末にテレビ大阪（大阪地区での同時ネット局）で放送された当番組の内容に軽く言及していた。なお、ランキング画面は「BEST10」を紹介できるように構成。しかし実際には、独自の取材・ランキングによる「BEST3」と「番外編（1〜2ヶ所）」を取り上げるだけにとどめていた。
- TBS系列『Nスタ』の2018年4月2日放送の特集コーナーで「小江戸川越BEST10」が取り上げられた。
- ABEMAで放送の番組『BAZOOKA!!!』シーズン1・第14回（2022年9月10日放送）にて、チャンス大城が尼崎（兵庫県）のディープなスポットを紹介するパロディ企画「出没!ヤバ街ック天国in尼崎」が放送された。なお尼崎は、当番組ではまだ出没していない。

当番組による他番組のパロディ
- 世界の車窓から - 東急世田谷線沿線の街を特集した際に、「世田谷線の車窓から」としてパロディコーナーをつくったことがある。
- 孤独のグルメ (テレビドラマ) - 「二子玉川（2025年版）」特集で、二子玉川に縁が有る松重豊と石田ひかりがゲスト出演した際、松重が主演を務め（て、石田も出演したことがあ）るドラマのパロディ「独りのグルメ」として、二子玉川グルメをドラマ仕立てで紹介した。

## その他
- テレビ東京では、東京12チャンネル時代の1970年10月に『大江戸捜査網』の放送を開始して以来、毎週土曜日の21時台に編成しているレギュラー番組で日産自動車からの提供を受けている。その系譜は当番組にも引き継がれていて、初期には前番組（『テレビあッとランダム』）に続いて、「日産グループ」（日産自動車のグループ企業）を紹介する60秒のCM（「世界の恋人」[32]をBGMに使用したバージョンなど）を一般のCMと合わせて放送。「日産グループ」のCMの放送を終えた後の一時期には、グループ内の生産・販売車から特定の車種を武田のナレーションで「○○BEST30」風に紹介するインフォマーシャルを、一般のCMと別枠で挿入していた。
  - 日産自動車は『大江戸捜査網』シリーズを「日産劇場」として単独で提供していたが、シリーズの終了を受けて『テレビあッとランダム』の放送を開始してからは、当番組を含めて「複数社提供の筆頭スポンサー」として扱われている。その一方で、当番組の放送枠を「○○スペシャル」扱いで延長する場合には、レギュラー放送とは異なる複数のスポンサーを延長分の時間帯に付けている。
  - このため、他の車メーカーが絡むスポットは紹介されない。例として、2023年4月8日に放送された長久手市では、トヨタ博物館がランキング外となった。
- 番組の開始から2020年4月上旬までの収録では、（派手なネオンサインやライトアップなど）都会の賑やかな夜景を想起させるセットを組み込んだスタジオに出演者が一堂に会していた。井ノ原を「宣伝部長」に迎えた2015年春時点での番組関係者からの証言によれば、実際には「番組の世界観」を維持したまま、セットや番組ロゴを数回にわたって変更したという[33]。ところが、日本国内で新型コロナウイルス感染症（COVID-19）の流行が始まった2020年の4月に、日本政府が新型インフルエンザ等対策特別措置法に基づく緊急事態宣言を順次発出したことを受けて収録の方法を一新。スタジオの所在する東京都内への発出期間中には、感染拡大防止の観点から都内での外出の自粛が求められていたため、井ノ原と（当時の秘書だった）須黒だけがスタジオ以外の別々の場所（自宅など）からのリモート方式で収録に参加していた。さらに、緊急事態宣言の解除後も上記の観点から「ソーシャルディスタンスの確保」が求められていたため、収録を再開してからは以前より狭いスタジオを使用している。このスタジオはクロマキー合成に対応しているため、前述したようなセットを組まない代わりに、放送で取り上げるエリアの風景映像を出演者の背後に合成。出演者についても、別々のカメラで写した顔や上半身の映像を編集で組み合わせている。ちなみに、日本政府は2023年5月8日から感染症関連の法律におけるCOVID-19の位置付けを（季節性インフルエンザと同等の）「五類感染症」へ移行させているが、当番組では移行後もクロマキー合成によるスタジオ収録を継続中[34]。
  - 上記のクロマキー合成ではグリーンバックを用いていて、再開後に収録されたスタジオ映像では、「出演者全員の顔の画像を同じ画面で一斉に表示する」「出演者の顔の画像の大きさを調整することで感情の動きを表す」「出演者の発言を強調した字幕を縦の方向に入れる」といった新たな演出も為されている。2023年12月16日放送回「美味しい墨田区」では、井ノ原と片渕がスタジオで草餅を試食していた映像に対して、「収録後のクロマキー処理作業で技術スタッフが（通常の収録と同じく）『グリーンバックでの収録映像から緑色に映っている部分の透明化』を指定したところ、井ノ原と片渕の背景の色ばかりか、草餅の色まで抜けてしまう」という現象の発生を見越した演出を井ノ原の希望であえて施していた。
  - 2020年4月上旬の収録まで使用していたスタジオとセットは、緊急事態宣言の解除後に収録を再開してからも、片渕が「秘書」としての挨拶代わりにダンスを披露した際などに活用されている。もっとも、放送上は活用の頻度が非常に少なく、再開前のような「大人数が一堂に会しての収録」も復活していない。関係者の一部からは、復活しない背景として、「セットの要らないクロマキー合成での収録が、制作費の節減に寄与している」という可能性も指摘されている[34]。
- プライムタイムでのレギュラー番組でありながら、女性が入浴するシーンのロケ映像にはタオル巻きやモザイクをあまり施さず、女性の尻を写した映像を入れることが多い。そのため、温泉地や温泉を利用したホテル・旅館・施設を立て続けに紹介する回では、「スタッフ渾身の撮影」といった類いのフレーズがナレーションに含まれることがある。現在のロケ映像ではバストトップまでにとどめているが、かつては乳首もそのまま放送されていた。
- ランキングの際に使用されるBGMは対象と何らかの関わりのある言葉がタイトルや歌詞に含まれるものがほとんどである。
- 選曲の3曲で紹介されているCD以外にも、番組では紹介した街をまとめた本やCD-ROMが発売されている。
- ゴールデンウイークが終わる曜日が日曜日の場合に「明日行きたい街SP」が恒例のように取り上げられている（かつては8月にもあった。ただし、2008年は火曜日までゴールデンウィークがあるためなかった）。
- 2022年現在この番組は地上波でしか放送されておらず、BSテレ東（旧・BSジャパン）では放送はされていない。ただし、同局でも2000年12月の開局から数か月間放送されていた時期がある。（バラエティなどの大半の番組の放送は肖像権の関係で日本音楽事業者協会からの抗議によって、中止された。）
- 横浜市内に所在する放送ライブラリーでは、神奈川県および横浜市内を取り上げた内容を中心に、過去に放送された41回分を視聴することができる。